# Censo de México de 1960
El censo de México de 1960, denominado oficialmente VIII Censo General de Población, fue el octavo censo realizado en México. Se llevó a cabo el 8 de junio de 1960 y dio como resultado una población de 34.9 millones de habitantes.

## Realización
El censo fue realizado el 8 de junio de 1960. En simultáneo se llevó a cabo un censo de vivienda y también uno agrícola y ganadero. En el censo de población se recolectaron los siguientes datos:
- Parentesco
- Sexo
- Edad
- Lugar de nacimiento
- Lugar de residencia anterior
- Nacionalidad
- Idioma
- Religión
- Alfabetismo
- Grado de instrucción
- Estado civil
- Fecundidad
- Quehaceres domésticos
- Ocupación principal
- Posición en el trabajo
- Clase de actividad
- Ingresos por trabajo
- Alimentación
- Calzado

En el censo de vivienda se recopiló la siguiente información:
- Número de cuartos
- Personas que habitan la vivienda
- Disponibilidad de servicios en la vivienda
- Disponibilidad de radio y televisión
- Dependencia económica del empadronado
- Tenencia de la vivienda
- Material predominante en muros o paredes

## Resultados
| Posición | Estado                            | Población  | Variación respecto a 1950 | Variación respecto a 1950 | Variación respecto a 1950 |
| Posición | Estado                            | Población  | Pobl.                     | %                         | Pos.                      |
| -------- | --------------------------------- | ---------- | ------------------------- | ------------------------- | ------------------------- |
| 1        | Distrito Federal                  | 4 870 876  | +1 820 434                | 59.68%                    | Sin cambios               |
| 2        | Veracruz                          | 2 727 899  | +687 668                  | 33.71%                    | Sin cambios               |
| 3        | Jalisco                           | 2 443 261  | +696 484                  | 39.87%                    | Sin cambios               |
| 4        | Puebla                            | 1 973 837  | +348 007                  | 21.40%                    | Sin cambios               |
| 5        | México                            | 1 897 851  | +505 228                  | 36.28%                    | 2                         |
| 6        | Michoacán                         | 1 851 876  | +429 159                  | 30.16%                    | 1                         |
| 7        | Guanajuato                        | 1 735 490  | +406 778                  | 30.61%                    | 1                         |
| 8        | Oaxaca                            | 1 727 266  | +305 953                  | 21.53%                    | 2                         |
| 9        | Chihuahua                         | 1 226 793  | +380 379                  | 44.94%                    | 4                         |
| 10       | Chiapas                           | 1 210 870  | +303 844                  | 33.50%                    | Sin cambios               |
| 11       | Guerrero                          | 1 186 716  | +267 330                  | 29.08%                    | 2                         |
| 12       | Nuevo León                        | 1 078 848  | +338 657                  | 45.75%                    | 2                         |
| 13       | San Luis Potosí                   | 1 048 297  | +192 231                  | 22.46%                    | 2                         |
| 14       | Tamaulipas                        | 1 024 182  | +306 015                  | 42.61%                    | 2                         |
| 15       | Hidalgo                           | 994 598    | +144 204                  | 16.96%                    | 3                         |
| 16       | Coahuila                          | 907 734    | +187 115                  | 25.97%                    | 1                         |
| 17       | Sinaloa                           | 838 404    | +202 723                  | 31.89%                    | 1                         |
| 18       | Zacatecas                         | 817 831    | +152 307                  | 22.89%                    | 1                         |
| 19       | Sonora                            | 783 378    | +272 771                  | 53.42%                    | 2                         |
| 20       | Durango                           | 760 836    | +130 962                  | 20.79%                    | 1                         |
| 21       | Yucatán                           | 614 049    | +97 150                   | 18.79%                    | 1                         |
| 22       | Baja California                   | 520 165    | +293 200                  | 129.18%                   | 5                         |
| 23       | Tabasco                           | 496 340    | +133 624                  | 36.84%                    | 1                         |
| 24       | Nayarit                           | 389 929    | +99 805                   | 34.40%                    | 1                         |
| 25       | Morelos                           | 386 264    | +113 422                  | 41.57%                    | 1                         |
| 26       | Querétaro                         | 355 045    | +68 807                   | 24.04%                    | 2                         |
| 27       | Tlaxcala                          | 346 699    | +62 148                   | 21.84%                    | 2                         |
| 28       | Aguascalientes                    | 243 363    | +55 288                   | 29.40%                    | Sin cambios               |
| 29       | Campeche                          | 168 219    | +46 121                   | 37.77%                    | Sin cambios               |
| 30       | Colima                            | 164 450    | +52 129                   | 46.41%                    | Sin cambios               |
| 31       | Territorio Sur de Baja California | 81 594     | +20 730                   | 34.06%                    | Sin cambios               |
| 32       | Territorio de Quintana Roo        | 50 169     | +23 202                   | 86.04%                    | Sin cambios               |
| Total    | Total                             | 34 923 129 | +9 132 112                | 35.41%                    |                           |